# Mamestra fuscolimbata
Mamestra fuscolimbata är en fjärilsart som beskrevs av Barend J. Lempke 1964. Mamestra fuscolimbata ingår i släktet Mamestra och familjen nattflyn. Inga underarter finns listade i Catalogue of Life.